# فقط ليوم واحد (فلم)
فقط ليومٍ واحدٍ (بالفرنسية: Just for One Day) هو فيلم وثائقي إثيوبي قصير صدر عام 2008.

## القصّة
يحكي الفيلمُ عن أمٍّ عزباءٍ تُحاول كسب العيش لابنتها ونفسها في ضواحي مدينةِ أديس أبابا بإثيوبيا.

## الجوائز
عُرض الفيلم في مهرجان آي إف إف (بالفرنسية: IFF) إثيوبيا عام 2009.